# Sinus Roris

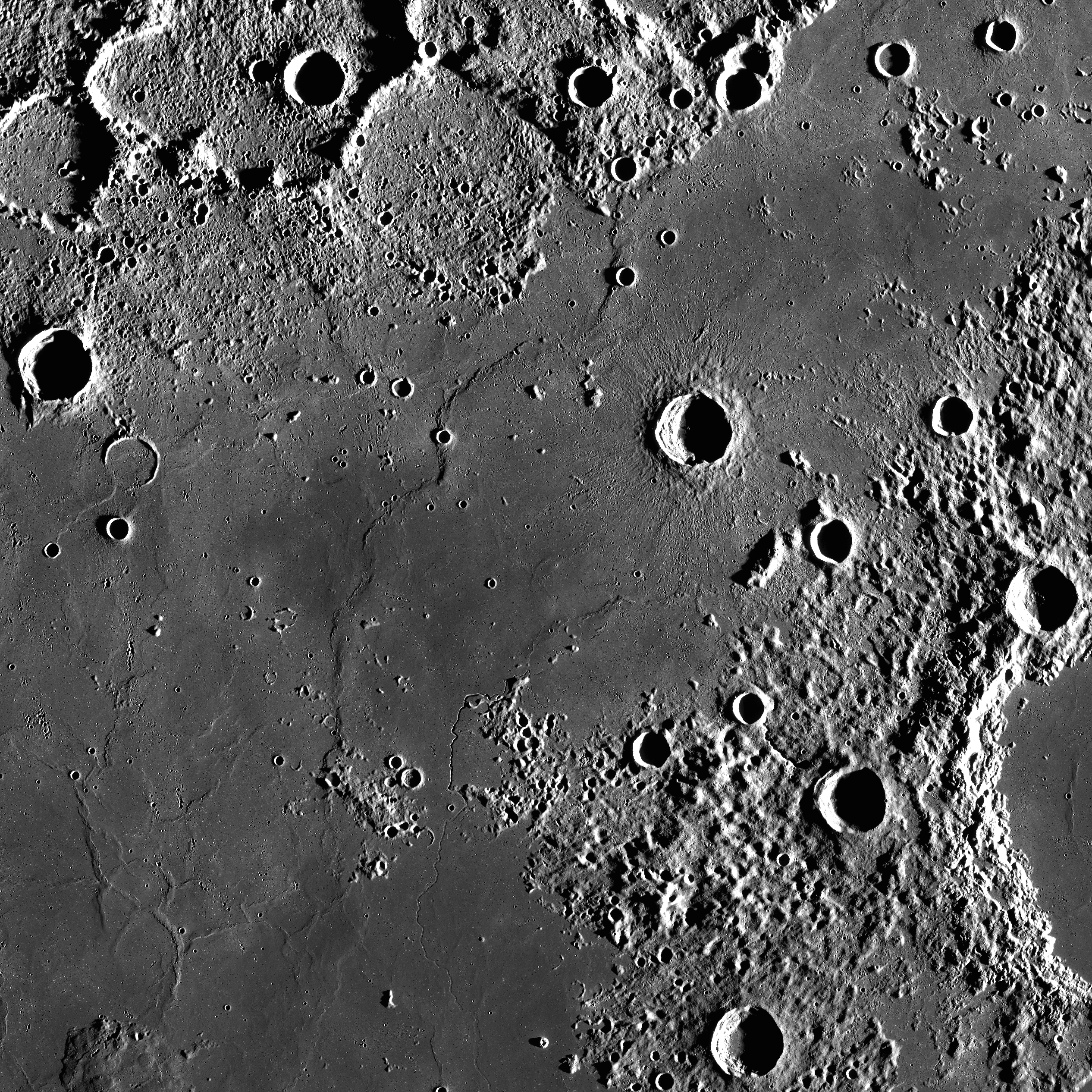
Imatge LRO

El Sinus Roris (en llatí, "Badia de la Rosada") és una extensió del bord nord de l'Oceanus Procellarum, una extensa mar lunar. Les coordenades selenogràfiques del centre d'aquesta badia establertes per la UAI són 54.0° Nord, 56.6° Oest, i el seu diàmetre envolupant és de 202 km.
Les seves fronteres no són fàcilment distingibles. La badia pròpiament aquesta està emmarcada en la seva vora occidental pels cràters Màrkov i Oenopides, i al nord per Babbage i South. En la vora oriental està unit a la Mare Frigoris.

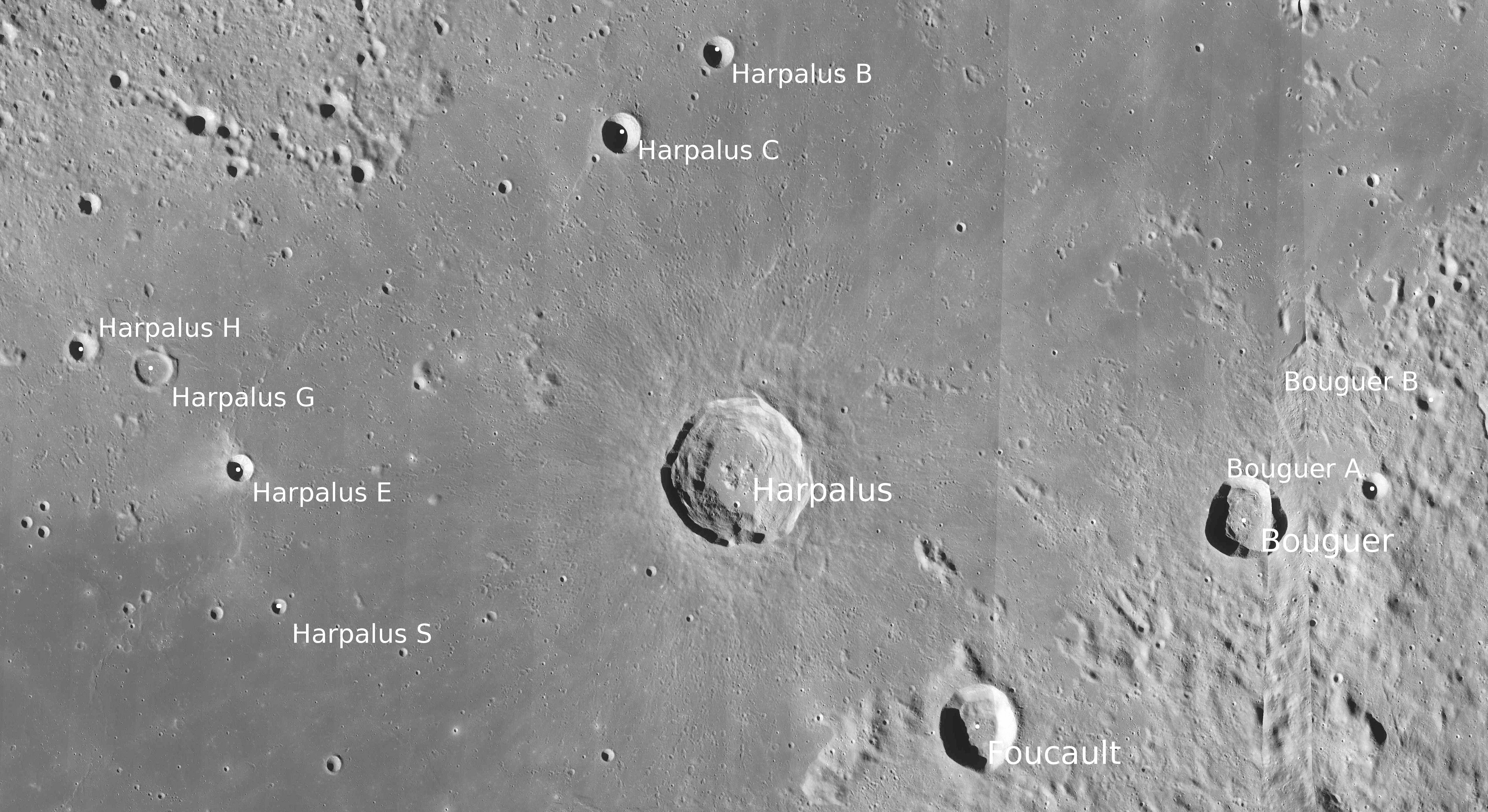
Cràter Hàrpal en el sector nord-oriental del Sinus Roris

Molts selenógrafs han interpretat lliurement les dimensions del Sinus Roris. Els mapes lunars sovint indiquen una regió molt més gran per a aquesta badia que les dimensions oficials. Els seus límits poden variar des de més enllà dels cràters Gerard i Repsold a l'oest, Hàrpal a l'est, i tan lluny al sud com els 44° de latitud Nord, acostant-se a el Mons Rümker.
L'àrea on les coordenades oficials col·loquen aquesta badia té una albedo generalment més alta que el mar situat al sud, probablement a causa de dipòsits de materials ejectats per impactes localitzats al nord.
Conceptes pioners plantejats per Wernher von Braun d'un allunatge en la Lluna preveien l'establiment d'una base lunar permanent a la regió del Sinus Roris. Aquestes idees de base, després molt modificades, van portar al desenvolupament de el Programa Apol·lo.
La novel·la de Arthur C. Clarke "Naufragi en la mar selenita" està ambientada en un lloc fictici denominat el "Mar de la Set", localitzat dins del Sinus Roris.

## Denominació
El nom de la badia va ser adoptat per la Unió Astronòmica Internacional en 1935.